# Mouma Das
Mouma Das (* 24. Februar 1984 in Kalkutta) ist eine indische Tischtennisspielerin. Sie gewann mehrere Medaillen bei den Commonwealth Games und nahm zweimal an den Olympischen Spielen teil. Das ist Rechtshänderin und verwendet als Griff den europäischen Shakehand-Stil.

## Werdegang
1997 trat sie zum ersten Mal international auf, bei den Weltmeisterschaften konnte sie die dritte Runde erreichen. Wegen Verletzungen konnte sie im Jahr 1998 nur an wenigen Turnieren teilnehmen.
Von 2001 bis 2018 nahm sie an allen achtzehn Weltmeisterschaften teil, kam dabei jedoch nicht in die Nähe eines Medaillenrangs. Ihre erste internationale Goldmedaille gewann sie bei den 2. Children International Sports Games. Bei den Commonwealth Games 2015 gewann Das Silber im Einzel. Zudem qualifizierte sich die Inderin für die Olympischen Spiele 2016, durch das Qualifikationsturnier in Hongkong.
Dort verlor sie allerdings bereits in der ersten Runde gegen Daniela Dodean. Bei den Czech Open im selben Jahr erreichte sie zusammen mit Manika Batra das Halbfinale im Damen-Doppel, bei den Spanish Open 2017 holten sie sogar Silber. 2018 gewann Das mit der Mannschaft Gold bei den Commonwealth Games, sowie auch im Doppel.

## Titel und Erfolge im Überblick

### Einzel
- Silber bei den Commonwealth Games 2015
- Gold bei den Südasien-Spielen 2004, 2006, 2016

### Doppel
- Silber bei den Commonwealth Games 2018
- Bronze bei den Commonwealth Games 2010
- Gold bei den Südasien-Spielen 2004, 2006

### Team
- Bronze bei den Commonwealth Games 2006
- Gold bei den Commonwealth Games 2018
- Silber bei den Commonwealth Games 2010